# Himenokalis
Himenokalis (lat. Hymenocallis), rod listopadnih i vazdazelenih trajnica iz porodice zvanikovki (Amaryllidaceae), dio je tribusa Hymenocallideae. Priznato je sezdesetak vrsta koje rastu po južnom dijelu Sjeverne Amerike i tropskoj i suptropskoj Južnoj Americi.
Po životnom obliku su lukovičasti geofiti.

## Vrste
1. Hymenocallis acutifolia (Herb. ex Sims) Sweet
2. Hymenocallis araniflora T.M.Howard
3. Hymenocallis arenicola Northr.
4. Hymenocallis astrostephana T.M.Howard
5. Hymenocallis azteciana Traub
6. Hymenocallis baumlii Ravenna
7. Hymenocallis bolivariana Traub
8. Hymenocallis caribaea (L.) Herb.
9. Hymenocallis choctawensis Traub
10. Hymenocallis choretis Hemsl.
11. Hymenocallis cleo Ravenna
12. Hymenocallis clivorum Laferr.
13. Hymenocallis concinna Baker
14. Hymenocallis cordifolia Micheli
15. Hymenocallis coronaria (Leconte) Kunth
16. Hymenocallis crassifolia Herb.
17. Hymenocallis durangoensis T.M.Howard
18. Hymenocallis duvalensis Traub ex Laferr.
19. Hymenocallis eucharidifolia Baker
20. Hymenocallis fragrans (Salisb.) Salisb.
21. Hymenocallis franklinensis Ger.L.Sm., L.C.Anderson & Flory
22. Hymenocallis gholsonii G.Lom.Sm. & Garland
23. Hymenocallis glauca (Zucc.) M.Roem.
24. Hymenocallis godfreyi G.L.Sm. & Darst
25. Hymenocallis graminifolia Greenm.
26. Hymenocallis guatemalensis Traub
27. Hymenocallis guerreroensis T.M.Howard
28. Hymenocallis harrisiana Herb.
29. Hymenocallis henryae Traub
30. Hymenocallis howardii Bauml
31. Hymenocallis imperialis T.M.Howard
32. Hymenocallis incaica Ravenna
33. Hymenocallis jaliscensis M.E.Jones
34. Hymenocallis latifolia (Mill.) M.Roem.
35. Hymenocallis leavenworthii (Standl. & Steyerm.) Bauml
36. Hymenocallis lehmilleri T.M.Howard
37. Hymenocallis limaensis Traub
38. Hymenocallis liriosme (Raf.) Shinners
39. Hymenocallis littoralis (Jacq.) Salisb.
40. Hymenocallis lobata Klotzsch
41. Hymenocallis longibracteata Hochr.
42. Hymenocallis maximiliani T.M.Howard
43. Hymenocallis multiflora Vargas
44. Hymenocallis occidentalis (Leconte) Kunth
45. Hymenocallis ornata (C.D.Bouché) M.Roem.
46. Hymenocallis ovata (Mill.) M.Roem.
47. Hymenocallis palmeri S.Watson
48. Hymenocallis partita Ravenna
49. Hymenocallis phalangidis Bauml
50. Hymenocallis pimana Laferr.
51. Hymenocallis portamonetensis Ravenna
52. Hymenocallis praticola Britton & P.Wilson
53. Hymenocallis proterantha Bauml
54. Hymenocallis pumila Bauml
55. Hymenocallis pygmaea Traub
56. Hymenocallis rotata (Ker Gawl.) Herb.
57. Hymenocallis schizostephana Worsley
58. Hymenocallis sonorensis Standl.
59. Hymenocallis speciosa (L.f. ex Salisb.) Salisb.
60. Hymenocallis tridentata Small
61. Hymenocallis tubiflora Salisb.
62. Hymenocallis vasconcelosii García-Mend.
63. Hymenocallis venezuelensis Traub
64. Hymenocallis woelfleana T.M.Howard